# Lydia Morgenstern
Lydia Morgenstern (Chemnitz, 2 gennaio 1989) è una doppiatrice e conduttrice radiofonica tedesca.

## Biografia
È nota per aver prestato la propria voce alle attrici Emmy Clarke, Zoë Belkin e Vanessa Marano.
È la sorella maggiore della doppiatrice Friedel Morgenstern.

## Doppiaggio
- Lorraine Nicholson in Cambia la tua vita con un click
- Maia Mitchell in The Fosters, Good Trouble, The Last Summer
- Zoey Deutch in Vampire Academy,  Prima di domani, Zombieland - Doppio colpo
- Katherine Langford in Tredici, Tuo, Simon, Cena con delitto - Knives Out, Cursed, Spontaneous
- Saoirse Ronan in Lady Bird, Maria regina di Scozia, Piccole donne, Ammonite - Sopra un'onda del mare, Omicidio nel West End
- Vanessa Marano in Malcolm, Six Feet Under, Grey's Anatomy, Una mamma per amica, Perception, Una mamma per amica - Di nuovo insieme, Station 19
- Zhang Jingchu in Rush Hour - Missione Parigi
- María Pedraza in La casa di carta
- Lisa McGrillis in Sex Education
- Annabel O’Hagan in Fallout
- Jessica Parker Kennedy in Percy Jackson e gli dei dell'Olimpo

### Animazione
- Alice Zuberg in Sword Art Online
- Applejack in My Little Pony - Equestria Girls - Rainbow Rocks
- Claes in Gunslinger Girl
- Miko in Transformers: Prime